# Ecosysteemdienst

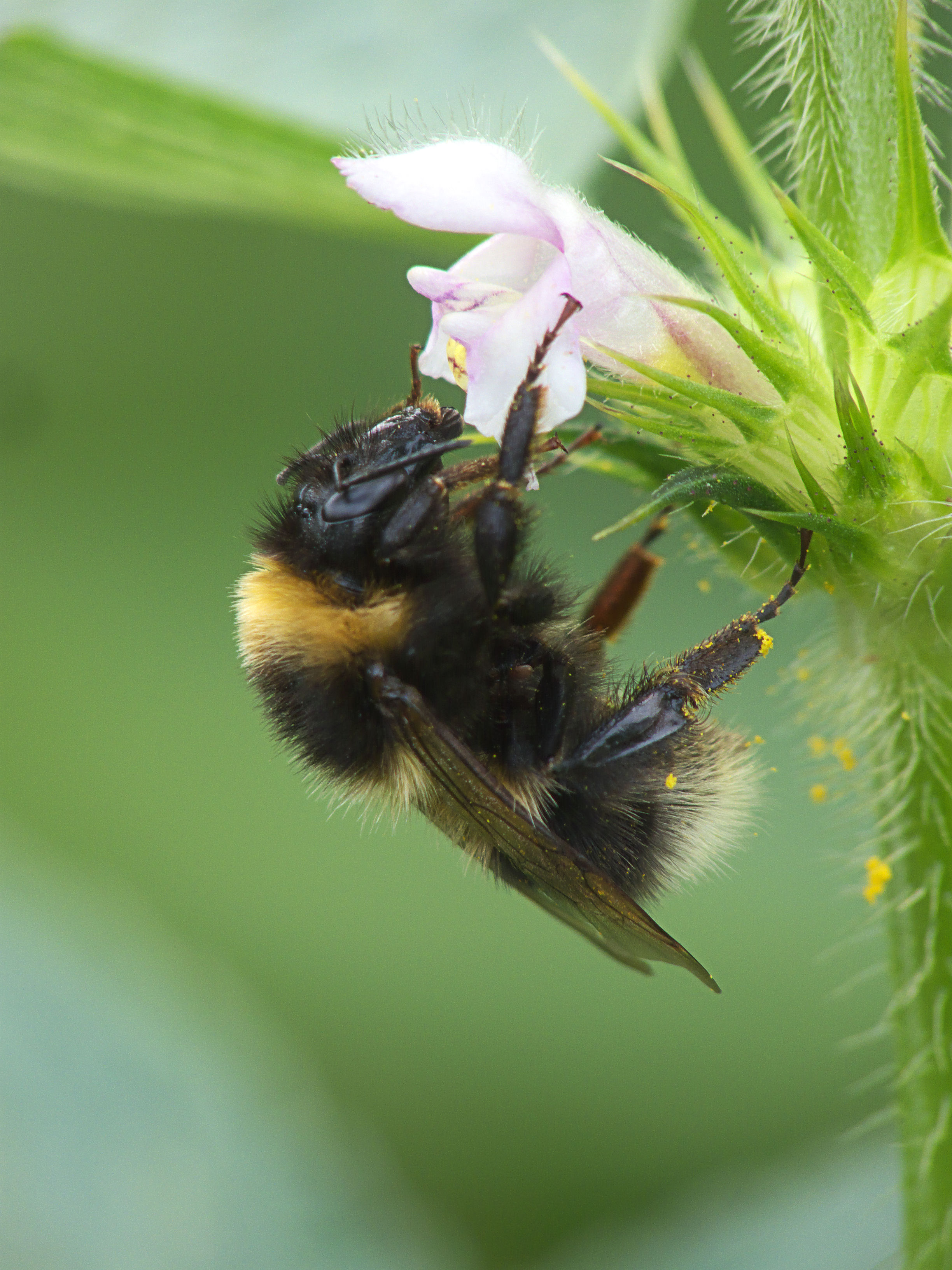
Bestuiving door een tuinhommel, een ecosysteemdienst

Een ecosysteemdienst is een 'dienst' die door een gezond ecosysteem aan mensen wordt 'geleverd'. Het betreft het 'verstrekken' van een grondstof door een ecosysteem (bijvoorbeeld drinkwater), een regulerende dienst (bijvoorbeeld bestuiving van gewassen), een culturele dienst (bijvoorbeeld gelegenheid geven tot recreatie) of een dienst die de voorgaande diensten ondersteunt (bijvoorbeeld de kringloop van voedingsstoffen in een ecosysteem). Met name landbouwgebieden, bossen, graslanden, oppervlaktewateren en zeeën spelen een belangrijke rol in het leveren van ecosysteemdiensten. 
Hoewel wetenschappers en milieuactivisten al decennia het belang van ecosysteemdiensten voor de mens  benadrukken, zij het vaak onder andere namen, werd het concept pas begin jaren 2000 gepopulariseerd. Het begrip 'ecosysteemdienst' is identiek aan het oudere begrip 'functie van natuur' en verwant aan het begrip natuurlijke hulpbron. Dit laatste begrip is echter breder, er worden ook (niet-duurzame) grondstoffen als aardolie en steenkool onder verstaan, en smaller, bijvoorbeeld omdat natuur als bron voor recreatie, cultuur er doorgaans niet mee wordt bedoeld.

## Het concept

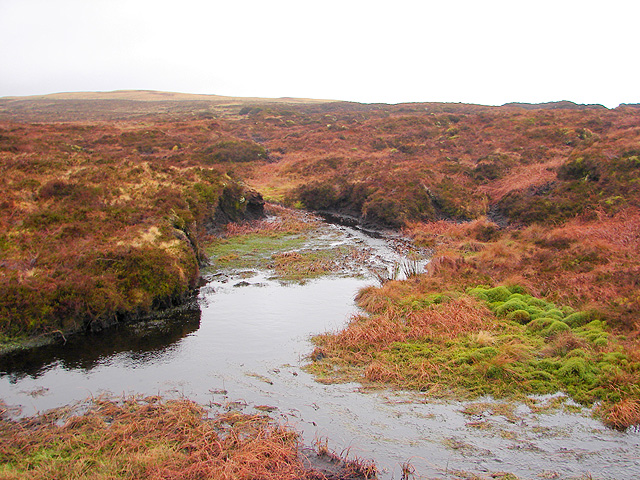
Moerassen in de hooglanden van Wales. Gezonde moerassen leggen koolstof vast, reguleren de waterstroom, en zuiveren afval.

Vanaf het begin van de mensheid maakt ze deel uit van, en is ze afhankelijkheid van, de ecosystemen. De jager-verzamelaar was voor voeding en bescherming geheel afhankelijk van producten uit de natuur. 
De erkenning dat de natuur aan de mensheid verschillende diensten levert komt al van de Griekse wijsgeer Plato, die begreep dat ontbossing kan leiden tot bodemerosie en het droogvallen van bronnen.
De biodiversiteit in een ecosysteem wordt soms als maat van de gezondheid van dat systeem gezien. Hoe groter de biodiversiteit in een ecosysteem, hoe gezonder het systeem, en hoe groter de hoeveelheid ecosysteemdiensten (en vice versa). Deze relatie is echter niet een op een, en over de aard van deze relatie bestaat veel verschil van mening.

## Typen ecosysteemdiensten
1. Bij productverstrekking gaat het om de verstrekking door ecosystemen van een scala aan stoffen die dienen als voedsel (graan, vruchten, etc.), voor persoonlijke hygiëne (water), als medicijnen en als bouwmaterialen (bijvoorbeeld hout).
2. Bij regulerende diensten gaat het bijvoorbeeld om regulatie van:
  - Klimaat.
Zo zorgt de aanwezigheid van bos in een gebied voor een stabiel microklimaat.
Een ander voorbeeld is dat de hoeveelheid groen in een woonwijk.
  - Water, lucht en bodem.
Zo bezitten deze compartimenten een zelfreinigend vermogen. Ook kwantitatief gezien zorgen ecosystemen voor regulatie, bijvoorbeeld het waterbergend vermogen van een hellingbos.
  - Ziekte.
Zo zorgen in weiden sluipwespen en zweefvliegen voor een natuurlijke bestrijding van bladluizenplagen.
  - voortplanting.
Zo zorgen bijen en hommels voor de bestuiving van allerlei gewassen.
3. Bij culturele diensten gaat het om spirituele (religieuze) diensten, inspiratie, esthetiek, educatie, ontspanning, recreatie en ecotoerisme en een gevoel van "thuishoren". Zo recreëren mensen bijvoorbeeld in een veenweidelandschap. Doordat ze hierbij ontstressen, is dit goed voor hun gezondheid.
Een ander voorbeeld is dat de hoeveelheid groen in een woonwijk voor een deel de sfeer bepaalt, en daarmee deels de waarde van het aanwezige onroerend goed.
4. Bij ondersteunende diensten gaat het om zaken als de stofkringlopen die de voorwaarden in stand houden voor het leven op aarde, bijvoorbeeld die van stikstof en koolstof. Zo zorgen in bossen miljoenen regenwormen, mijten, schimmels, bacteriën, springstaarten en nematoden in de bodem door de afbraak van bladmateriaal voor de bodemvruchtbaarheid.

## Wereldwijde afname ecosysteemdiensten

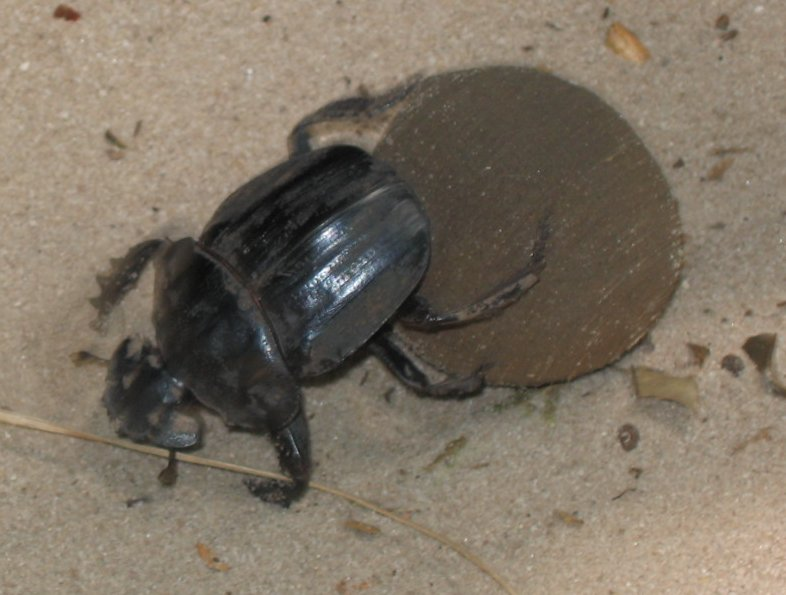
Mestkevers bevorderen de decompositie van mest door bij het aanleggen van voorraden, mest te verspreiden. Hierdoor wordt de bodemvruchtbaarheid verhoogd.

Door de verdubbeling van de wereldbevolking de afgelopen 50 jaar, de vergroting van de ecologische voetafdruk van de bevolking in de westerse wereld, en de opwarming van de aarde staan ecosystemen en hun diensten wereldwijd steeds meer onder druk. Op instigatie van de Verenigde Naties werkten in 2001-2005 ruim 1300 experts vanuit de hele wereld aan een project – The Millennium Ecosystem Assessment – waarin de afname in ecosysteemdiensten in kaart is gebracht.

## Economie
De afname in ecosysteemdiensten heeft in verschillende landen geleid tot een grotere bewustwording van het belang van deze diensten voor de bevolking en de economie. Voordat bouwprojecten worden uitgevoerd, worden soms kosten-batenanalyses uitgevoerd, waarvan het financieel waarderen van ecosysteemdiensten onderdeel uitmaakt.

## Taal
De term ecosysteemdienst met alle begrippen die daarmee verbonden zijn, is niet eenvoudig te doorgronden. Daarom is door het  Instituut voor Natuur- en Bosonderzoek  gezocht naar andere termen, zoals 'natuurvoordeel'.

## Recht
In het Europese en Nederlandse milieurecht is ecosysteemdienst nog geen erkend rechtsbegrip. De Wageningse rechtswetenschapper Fred Kistenkas heeft reeds in 2013 gepleit voor erkenning als rechtsbegrip in het Nederlandse en Europese milieu- en omgevingsrecht. Intussen komt men de term wel steeds meer tegen in beleidsstukken, maar in wetgeving nog niet.
1. ↑  Study of Critical Environmental Problems (SCEP). 1970. Man’s Impact on the Global Environment. MIT Press, Cambridge. 319pp.
2. ↑  Denkmodel mens-omgeving. Globaal Ecologisch Model. Naar: E. van der Maarel en P. Dauvellier (1978) Naar een Globaal Ecologisch Model voor de ruimtelijke ontwikkeling van Nederland'
3. ↑  Daily, G.C. 1997. Nature’s Services: Societal Dependence on Natural Ecosystems. Island Press, Washington. 392pp.
4. ↑  Grime, J.P. 1997. “Biodiversity and ecosystem function: The debate deepened.” Science 277.
5. ↑  Millennium Ecosystem Assessment: Living Beyond Our Means: Natural Assets and Human Well-being. Statement from the Board, maart 2005. Gearchiveerd op 18 maart 2023.
6. ↑  Farber, S.C., R. Costanza and M.A. Wilson. 2002. “Economic and ecological concepts for valuing ecosystem services”. Ecological Economics 41: 375-392.
7. ↑   LNV, 2006. Kentallen waardering natuur, water, bodem en landschap.
8. ↑  Een heldere ecosysteemdienstentaal. Natuurrapport - Aan de slag met ecosysteemdiensten. Instituut voor Natuur- en Bosonderzoek (mei 2017). Geraadpleegd op 16 mei 2019.
9. ↑  Kistenkas, F.H., Nieuw omgevingsrecht kan niet zonder ecosystem services, Nederlands Juristenblad 2013, p. 891-892  en F.H. Kistenkas, I.M. Bouwma, Barriers for the ecosystem services concept in European water and nature conservation law, Ecosystem Services 2018, p. 223-227